# Советский ультиматум Литве
Советский ультиматум Литве — ультиматум, выставленный Советским Союзом Литовской Республике 14 июня 1940 года.
По советско-литовскому договору от 10 октября 1939 года на территории Литвы уже размещались 20 000 советских солдат. Используя как предлог антисоветский характер Балтийской Антанты, создание которой СССР ранее поддерживал, советское правительство потребовало арестовать высших должностных лиц литовской полиции, обвинённых в провокационных действиях против советского гарнизона, сформировать просоветское правительство и допустить пребывание на территории республики неограниченного контингента советских войск. На выполнение требований отводилось время до 10:00 15 июня, в противном случае СССР обещал всё равно ввести войска.
Ультиматум расколол правящие круги Литвы: президент Антанас Сметона настаивал на сопротивлении, ему противостоял генерал Винцас Виткаускас, командующий литовской армией. В итоге за принятие ультиматума высказалось большинство членов правительства Литвы. Сметона и часть армии покинули Литву, дополнительные советские войска вошли на её территорию во второй половине дня 15 июня.
На следующий день аналогичные ультиматумы получили Латвия и Эстония. В Литве было сформировано коммунистическое дружественное СССР правительство во главе с Ю. Палецкисом, а 14—15 июля проведены выборы в Народный Сейм.
Действия СССР стали возможными после подписания в августе 1939 года Договора о ненападении между Германией и Советским Союзом и Договора о дружбе и границе с нацистской Германией, секретные протоколы которых зафиксировали разграничение сфер интересов этих двух держав в Восточной Европе. Согласно секретному протоколу к последнему договору, Люблинское и часть Варшавского воеводств оставались за Германией, а Литва передавалась в сферу интересов СССР.